# Pogonomyrmex subdentatus
Pogonomyrmex subdentatus är en myrart som beskrevs av Mayr 1870. Pogonomyrmex subdentatus ingår i släktet Pogonomyrmex och familjen myror. Inga underarter finns listade i Catalogue of Life.

## Bildgalleri

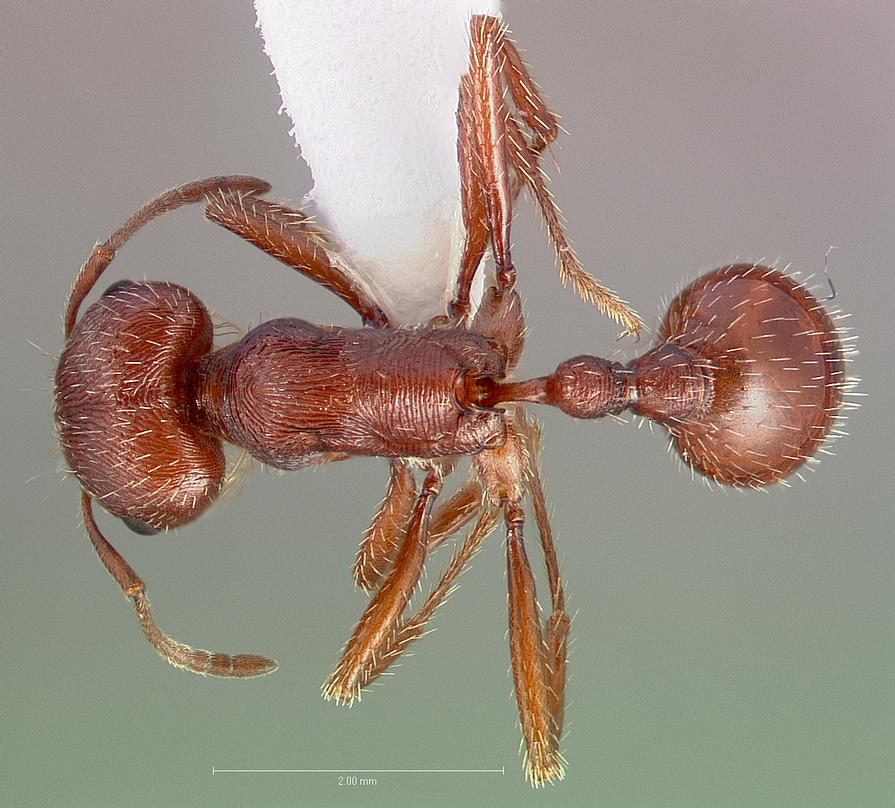
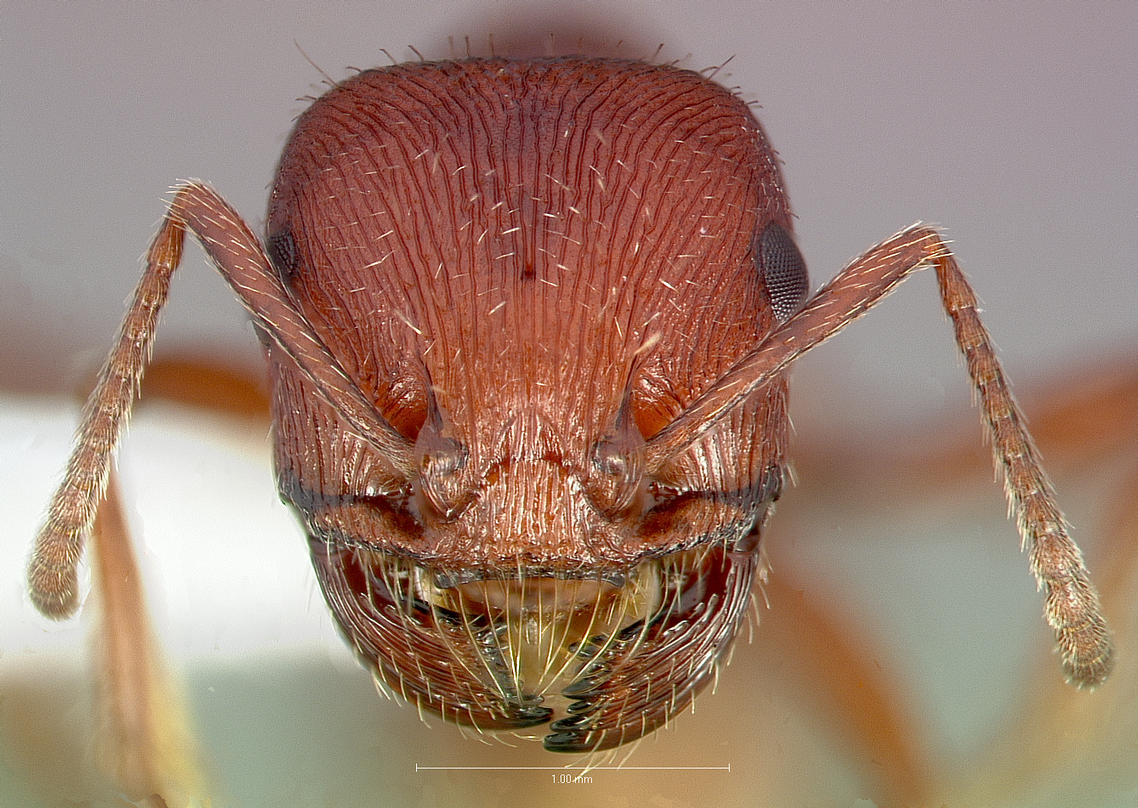
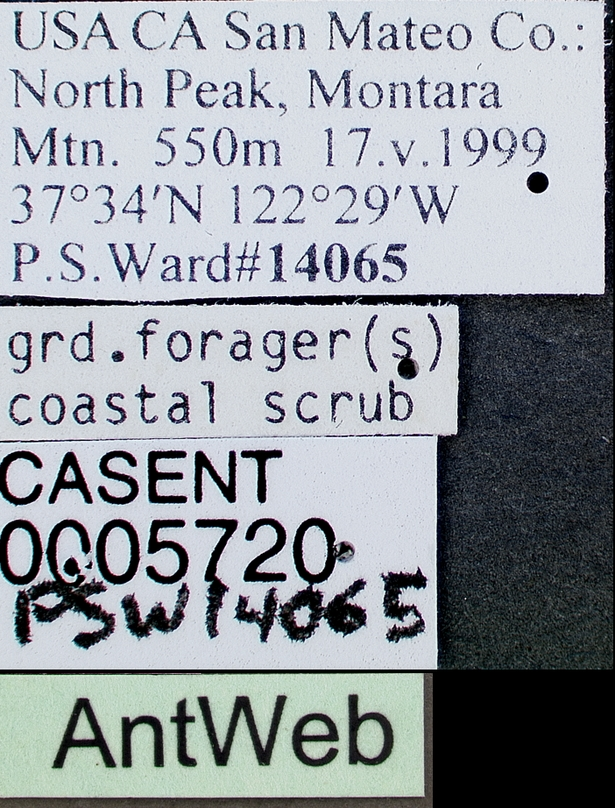
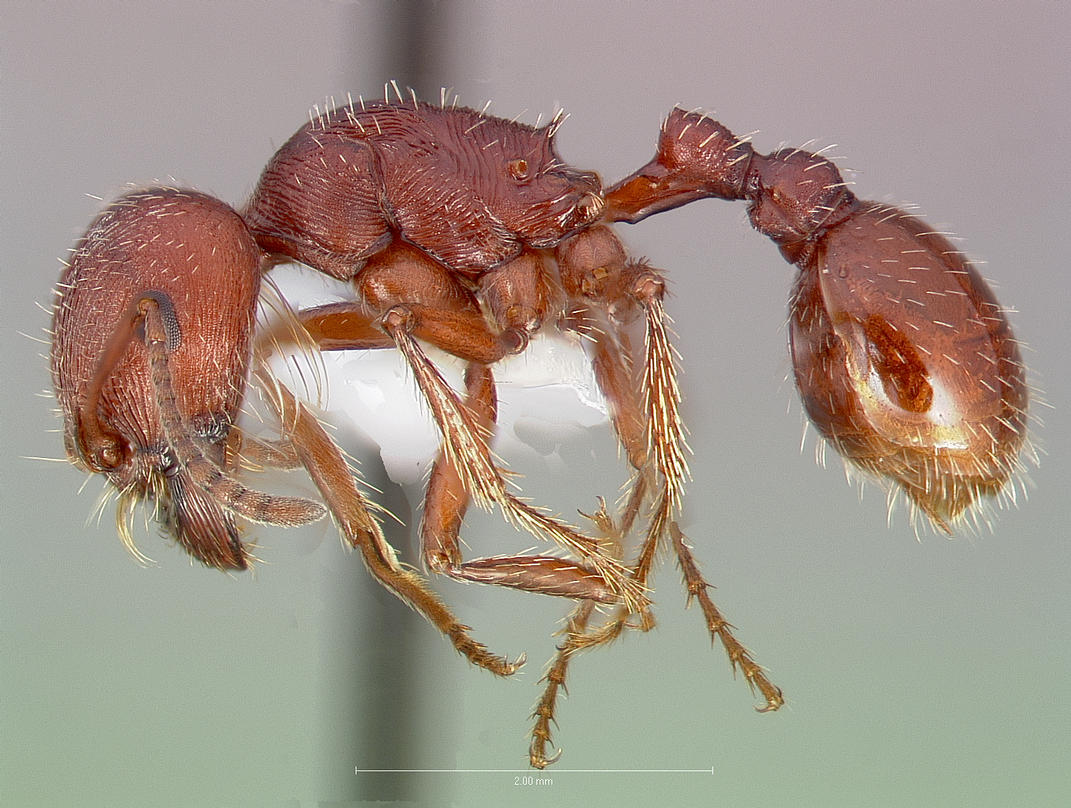
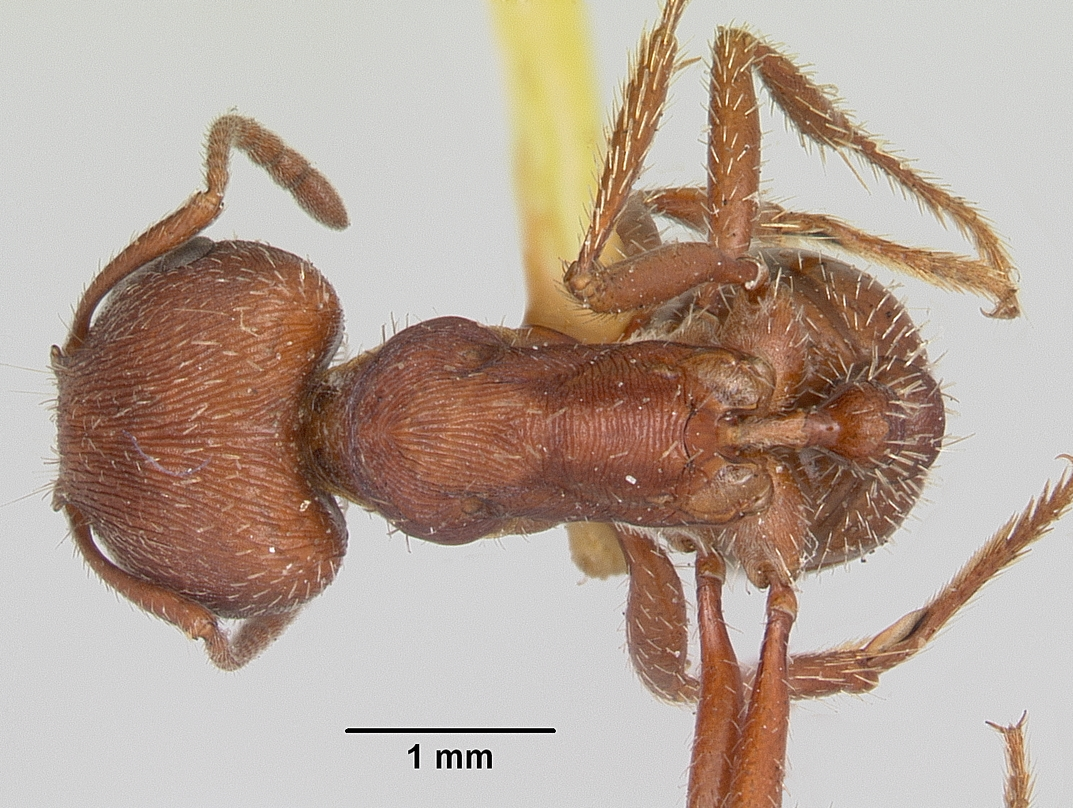
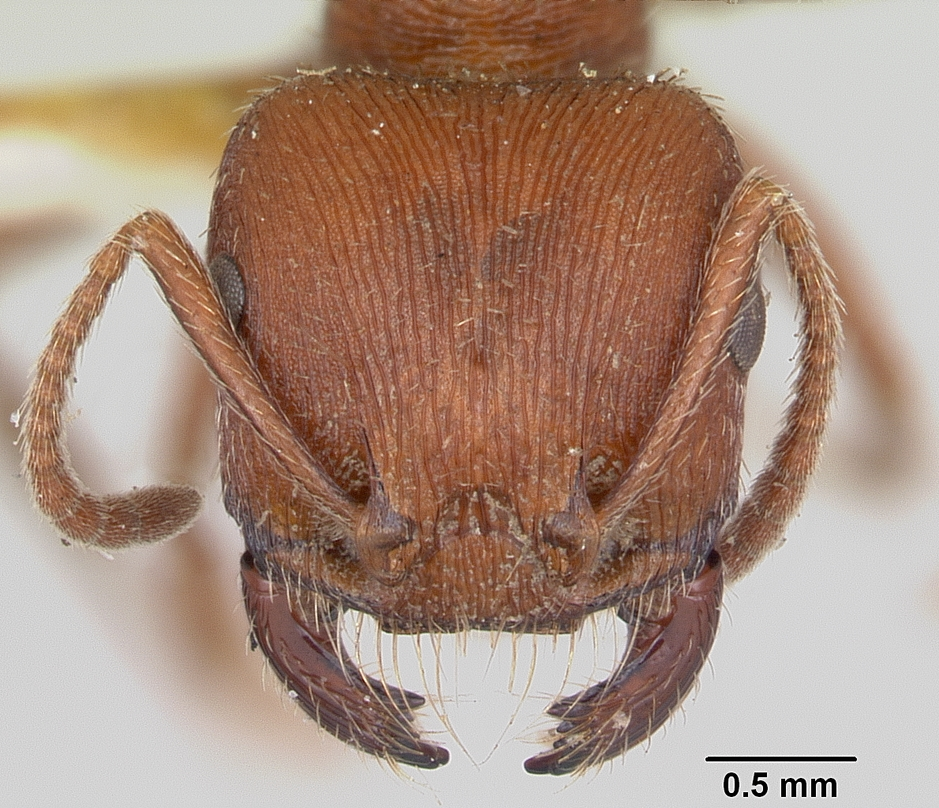